# 伦敦音乐学院
伦敦音乐学院（London College of Music，LCM）是位于英国伦敦的一所音乐学校。成立于1887年，最初位于伦敦市中心的大萬寶路街，1991年搬迁至伊灵，并与其他院校共同组建成西伦敦理工学院（现西伦敦大学）。

## 历史
1996年，当时的泰晤士河谷大学把伦敦音乐学院改为伦敦音乐与媒体学院（LCMM），该学院涵盖了伦敦音乐学院及其他与媒体相关的专业。2007年3月，伦敦音乐与媒体学院的音乐系再次以伦敦音乐学院的名义独立运营。
曾任伦敦音乐学院校长职位的包括有威廉·劳埃德·韦伯，约翰·麦凯布（John McCabe）和科林·劳森（Colin Lawson）。现任校长是萨拉·雷博尔德（Sara Raybould）。

## 学术
伦敦音乐学院提供本科和研究生级别的音乐技术课程，也是Native Instruments公司官方培训中心，并提供苹果公司认证的培训课程。伦敦音乐学院的音乐技术部门设有25个录音室，以及Native Instruments实验室。伦敦音乐学院各級別和文憑級的考試，皆獲得英國資格及課程審評局、香港考試及評核局、香港九間大學及澳門大學認可。伦敦音乐学院考試的分數會被納入歐盟資歷架構的框架，即考生若透過UCAS制度，申請就讀英國大學，在六至八級的樂器考試取得合格或以上成績，將有助提高大學的入學分數。

## 音乐考级
伦敦音乐学院考試科目涵蓋十分廣泛，考試包括有鋼琴、管風琴、小提琴、中提琴、大提琴、低音大提琴、結他(古典，民謠，搖滾)、夏威夷結他、豎琴、長笛、單簧管、雙簧管、巴松管、牧童笛、色士風、法國號、大號、小號、長號、細管上低音號、粗管上低音號、敲擊樂、聲樂（古典/流行）、幼兒音樂評核(Early Learning in Music) 及樂理（古典/流行）考試。伦敦音乐学院的考試級別涵蓋從初階（預備級，初階級），進階（一至八級），以及專業文憑級（初級文憑DipLCM，中級文憑ALCM ，高級文憑LLCM以及院士文憑FLCM）。

### 評審標準
評級按學員考試表現而定，等級將視乎展示出的熟習程度,學員會被評級為合格、良好或優異。
- 考獲優異評級 (85-100%) 的學員須在考試的各個部份或多個部份有高度準確、流暢和具音樂感的表現。
- 考獲良好評級(75-84%)的學員在考試的各個部份或多個部份有準確、流暢和具音樂感的表現。
- 考獲合格(65-74%)評級的學員在考試的各個部份或多個部份,有大致準確、流暢和具音樂感的表現。
- 考獲不合格但評分在(55-64%)的學員,在考試的各個部份或多個部份表現不夠準確、流暢度不足和欠缺音樂感。
- 考獲不合格而評分在 0-54%的學員在考試的各個部份或多個部份均表現明顯不準確、流暢度不足和缺乏音樂感。

## 樂器演奏考試
这些是目前为止考生们最常参加的考試，针对于超过35种不同的乐器。这些测验通常由四部分组成：
- 音阶：这些包括同向音阶、反向音阶、琶音和分解和弦，这取决于不同的考试级别以及乐器。
- 固定曲目：考生需要演奏三首他練習過的而且能演奏好的曲子，曲目是有選擇空間的：考生必須從三组曲子中各選一首。對於有些樂器來說，曲目的選集已被出版成一本書。這些可供選擇的曲目會兩年改變一次（部分樂器或四年一次）。

- 語言表達 (口試) ：學員回答考官的問題和參與討論，內容包括對學員所演奏樂譜上的音樂符號、樂章的歴史、音樂的背景、個人對樂章的領會等。

- 视奏：考官会给考生一张考生从未见过的旋律，然后计时30秒，30秒后尝试演奏，要尽其所能演奏好。

- 听力测试：考生必须倾听考官所弹奏的乐曲并回答相关问题。他可能会需要：例如，唱出考官所弹奏的音符/旋律，击掌拍出乐曲的节奏或者说出考官演奏了什么样的和弦（取决于不同的级别）。因為不是所有考生都擅長唱歌，所以只要尽其所能唱即可。在五級鋼琴考試，需要演唱考官为您挑選的旋律，如唱錯音高，考官會彈出正確的音高以輔導考生。

每一部分都具有一定的分数，这些分数全部加起来会达到满分100分。65分或以上标志着“及格”，75分或以上是优秀而85分或以上是特别优秀。

## 考試曲目作曲家
大衛·赫斯
馬克·史東
東尼·史托克萊
埃米·理查斯